# Veinticuatro Historias
Las Veinticuatro Historias (chino: 二十四史) son una colección de libros históricos chinos que cubren un período que va del 3000 a. C. hasta la dinastía Ming en el siglo XVII.

## Libros de lasVeinticuatro Historias
- Primeras Cuatro Historiografías 前四史
  - 《史記》 Recuerdos del Gran Historiador, compilado por Sima Qian 司馬遷 en 91 a. C.
  - 《漢書》 Libro de Han, compilado por Ban Gu 班固 en 82
  - 《三國志》 Registros de los Tres Reinos, compilado por Chen Shou 陳壽 en 289
  - 《後漢書》 Libro de Han Posterior, compilado por Fan Ye 范曄 en 445
- 《宋書》 Libro de Song — Dinastías del Sur, compilado por Shen Yue 沈約 en 488
- 《齊書》 Libro de Qi — Dinastías del Sur, compilado por Xiao Zixian 蕭子顯 en 537
- 《魏書》 Libro de Wei — Dinastías del Norte, compilado por Wei Shou 魏收 en 554
- Ocho Historiografías de la Dinastía Tang 唐初八史
  - 《梁書》 Libro de Liang — Dinastías del Sur, compilado por Yao Silian 姚思廉 en 636
  - 《陳書》 Libro de Chen — Dinastías del Sur, compilado por Yao Silian 姚思廉 en 636
  - 《北齊書》 Libro de Qi del Norte — Dinastías del Norte, compilado por Li Baiyao 李百藥 en 636
  - 《周書》 Libro de Zhou — Dinastías del Norte, compilado por Linghu Defen 令狐德棻 en 636
  - 《隋書》 Libro de Sui, compilado por Wei Zheng 魏徵 en 636
  - 《晉書》 Libro de Jin, compilado por Fang Xuanling 房玄齡 en 648
  - 《南史》 Historia de las Dinastías del Sur, compilado por Li Yanshou 李延壽 en 659
  - 《北史》 Historia de las Dinastías del Norte, compilado por Li Yanshou 李延壽 en 659
- 《唐書》 Libro de Tang, compilado por Liu Xu 劉昫 in 945
- 《五代史》 Historia de las Cinco Dinastías, compilado por Xue Juzheng 薛居正 en 974
- 《新五代史》 Nueva Historia de las Cinco Dinastías, compilado por Ouyang Xiu 歐陽修 en 1053
- 《新唐書》 Nuevo Libro de Tang, compilado por Ouyang Xiu 歐陽修 en 1060
- Tres Historiografías de la Dinastía Yuan 元末三史
  - 《遼史》 Historia de Liao, compilado por Toktoghan 脫脫 en 1345
  - 《金史》 Historia de Jin, compilado por Toktoghan 脫脫 en 1345
  - 《宋史》 Historia de Song, compilado por Toktoghan 脫脫 en 1345
- 《元史》 Historia de Yuan, compilado por Song Lian 宋濂 en 1370
- 《明史》 Historia de Ming, compilado por Zhang Tingyu 張廷玉 en 1739

### Trabajos heredados
- 《史記》 Recuerdos del Gran Historiador, herededado de Sima Tan 司馬談 (padre) a Sima Qian 司馬遷 (hijo)
- 《漢書》 Libro de Han, herededado de Ban Biao 班彪 (padre), Ban Gu 班固 (hijo) a Ban Zhao 班昭 (hermana)
- 《梁書》、《陳書》Libro de Liang y Libro de Chen, herededado de Yao Cha 姚察 (padre) a Yao Silian 姚思廉 (hijo)
- 《北齐书》 Libro de Ji del Norte, herededado de Li Delin 李德林 (padre) a Li Baiyao 李百藥 (hijo)
- 《南史》、《北史》Historia de las Dinastías del Sur e Historia de las Dinastías del Norte, herededado de Li Dashi 李大師 (padre) a Li Yanshou 李延壽 (hijo)

### Trabajos relacionados
- 《清史稿》Borrador de la Historia de Qing, compilado por Zhao Erxun 趙爾巽 en 1927